# Evelyn Stolze
Evelyn Stolze, heute Evelyn Rund, (* 8. Januar 1954 in Erfurt) ist eine ehemalige Schwimmerin, die für die DDR startete.

## Werdegang

### Schwimmkarriere
Ihre stärksten Jahre als Schwimmerin erlebte Evelyn Stolze zu Beginn der 1970er Jahre, als sie mit neuem Europarekord 1970 Europameisterin in Barcelona über 400 Meter Lagen wurde und bei den gleichen Titelkämpfen über 200 Meter Lagen die Silber- und über 200 Meter Schmetterling die Bronzemedaille gewann.
Bei den Olympischen Spielen 1972 in München wurde sie über 400 Meter Lagen Fünfte, wo sie im Vorlauf ihren Europarekord von Barcelona verbesserte. Den Wettkampf über 200 Meter Lagen beendete sie als Sechste, wo sie ebenfalls im Vorlauf einen neuen Europarekord aufstellte und die drei Jahre alte Bestmarke von Martina Grunert um mehr als zwei Sekunden verbesserte. Nachdem sie also ohne Medaille geblieben war, beendete sie anschließend ihre Schwimmkarriere.

### Berufliches
Nach ihrer Schwimmkarriere studierte Evelyn Stolze Medizin. Sie ist heute als niedergelassene Fachärztin für Dermatologie in Berlin-Biesdorf tätig.

### Privates
Evelyn Stolze ist mit dem ehemaligen Wasserballer Peter Rund verheiratet und Mutter der ehemaligen Schwimmeuropameisterin Cathleen Rund.